# Deutsche Schwimmmeisterschaften 1888
Die 6. Deutschen Meisterschaften im Schwimmen fanden am 19. und 20. August 1888 in Breslau statt. Es wurde eine Strecke von 1500 m geschwommen. Sieger wurde Otto Lorentzen vom Hamburger SV Kleiner Grasbrook mit einer Zeit von 28:54 Minuten, drei weitere Schwimmer gaben den Wettbewerb auf.
| Disziplin       | Name           | Verein                         | Zeit      |
| --------------- | -------------- | ------------------------------ | --------- |
| 1500 m Freistil | Otto Lorentzen | Hamburger SV Kleiner Grasbrook | 28:54 min |